# Застиње (Горњи Вакуф-Ускопље)
Застиње је насељено место у Босни и Херцеговини у општини Горњи Вакуф-Ускопље. Административно припада Федерацији Босне и Херцеговине, односно њеном Средњобосанском кантону. Према попису становништва из 2013. у насељу је било 322 становника, а већинску популацију у селу чинили су Бошњаци.

## Становништво
По последњем службеном попису становништва из 2013. године у насељу Застиње живело је 322 становника, а село је било етнички хомогено са већинском  бошњачком популацијом.
| Националност | 2013. | 1991.        | 1981.        | 1971.        |
| Бошњаци      | —     | 341 (99,42%) | 262 (99,62%) | 256 (100,0%) |
| Хрвати       | —     | 0            | 0            | 0            |
| Срби         | —     | 0            | 0            | 0            |
| Југословени  | —     | 0            | 1 (0,38%)    | 0            |
| остали       | —     | 2 (0,58%)    | 0            | 0            |
| Укупно       | 322   | 343          | 263          | 256          |